# Gare de Dunaalmás
La gare de Dunaalmás (en hongrois : Dunaalmás vasútállomás) est une halte ferroviaire hongroise, située à Dunaalmás.